# HMS Sturgeon (73S)
Pour les autres navires du même nom, voir HMS Sturgeon.
Le HMS Sturgeon (Pennant number: 73S) est un sous-marin de la classe S (1er groupe) de la Royal Navy, construit en 1931 par Chatham Dockyard à Chatham (Angleterre).
Il a été transféré à la Marine royale néerlandaise le 11 octobre 1943 et rebaptisé HNLMS Zeehond.
Au début de la Seconde Guerre mondiale, le Sturgeon a effectué des patrouilles en mer du Nord. Le 6 septembre, il fut bombardé par erreur par l'aviation britannique. Lors de sa deuxième patrouille, il a tiré trois torpilles sur un sous-marin non identifié, qui était en fait son navire jumeau, le Swordfish, mais les torpilles ont manqué leur cible. Lors de sa troisième patrouille, il a manqué le U-23 allemand et a été endommagé après avoir touché le fond, nécessitant des réparations. Le 20 novembre, il a coulé le chalutier armé allemand V-209 avec des torpilles. Ce naufrage est la première attaque réussie d'un sous-marin britannique de la guerre et remonte le moral des sous-mariniers britanniques. Au cours de ses patrouilles suivantes en mer du Nord, le Sturgeon  a repéré et coulé plusieurs navires, dont le transport de troupes allemand Pionier et les navires marchands danois SS Sigrun et SS Delfinus. Par la suite, le Sturgeon a patrouillé dans le golfe de Gascogne, a servi de balise pendant l'opération Torch, puis, après avoir été à nouveau endommagé par des avions alliés, a escorté les convois arctiques PQ 15 et PQ 17. Le Sturgeon a été transféré à la 8e flottille de sous-marins, qui opérait en mer Méditerranée, en octobre 1942 pour soutenir les débarquements alliés en Afrique française du Nord. 
En mai 1943, il a été prêté à la Marine royale néerlandaise sous le nom de HNLMS Zeehond. Le Zeehond a été rendu à la Royal Navy après la guerre et a été vendu à la casse en 1946. Il est l'un des quatre sous-marins qui forment le premier groupe de la classe S, et le seul à avoir survécu à la guerre.

## Conception et description
Les sous-marins de classe S ont été conçus pour succéder à la classe L et étaient destinés à opérer en mer du Nord et en mer Baltique. Les sous-marins avaient une longueur totale de 61,7 m, une largeur de 7,3 m et un tirant d'eau moyen de 3,6 m. Ils déplaçaient 742 t en surface et 942 t en immersion. Les sous-marins de classe S avaient un équipage de 38 officiers et matelots. Ils avaient une profondeur de plongée de 91 m.
Pour la navigation de surface, les sous-marins étaient propulsés par deux moteurs Diesel de 775 chevaux (578 kW), chacun entraînant un arbre d'hélice. En immersion, chaque hélice était entraînée par un moteur électrique de 650 chevaux-vapeur (485 kW). Ils pouvaient atteindre 13,75 noeuds (25,47 km/h) en surface et 10 noeuds (19 km/h) sous l'eau. En surface, les sous-marins du premier groupe avaient une autonomie de 3 700 nautiques (6 900 km) à 10 noeuds (19 km/h) et de 64 nautiques (119 km) à 2 noeuds (3,7 km/h) en immersion.
Les sous-marins étaient armés de six tubes lance-torpilles de 21 pouces (533 mm) à l'avant. Ils transportaient six torpilles de rechargement pour un grand total de 12 torpilles. Ils étaient également armés d'un canon de pont de 3 pouces (76 mm).

## Construction et carrière
Commandé le 2 juillet 1930 dans le cadre du programme de construction de 1929, le HMS Sturgeon est posé par le Chatham Dockyard le 3 janvier 1931. Il est lancé le 8 janvier 1932 et mis en service le 15 décembre 1932.
Au début de la Seconde Guerre mondiale, le HMS Sturgeon était membre de la 2e Flottille de sous-marins. Du 23 au 26 août 1939, la 2e flottille de sous-marins a été transférée à ses bases de guerre à Dundee et Blyth.

### Patrouilles en mer du Nord
Le 23 août, le Sturgeon quitte son port d'attache de Portland avec ses navires-jumeaux (sister-ships) Spearfish et Swordfish. Le 25 août, il commence à patrouiller au sud-ouest de Stavanger, en Norvège. Lorsque la Grande-Bretagne déclare la guerre au Troisième Reich le 1er septembre, il s'agit de la première patrouille de combat du Sturgeon. Le 4 septembre 1939, le Sturgeon , en route pour retourner à Dundee, est bombardé par erreur par un avion britannique à 16h20 (UTC) sur la position géographique de 56° 34′ N, 1° 04′ O. A 16h42, l'avion largue une autre bombe mais le Sturgeon n'est pas endommagé, arrivant le lendemain à Dundee.
Le Sturgeon quitte Dundee le 13 septembre pour sa deuxième patrouille de guerre, dans les mêmes conditions que la première. Le 14 septembre, le Sturgeon aperçoit un sous-marin non identifié, qu'il pense être un U-boot allemand, et tire trois torpilles sur lui à la position géographique de 56° 22′ N, 1° 28′ O, au sud-est d'Aberdeen, en Écosse. Le sous-marin, qui était en fait le Swordfish britannique, a plongé et les torpilles l'ont manqué. Le Sturgeon a terminé sa deuxième patrouille de guerre à Dundee le 21 septembre.
Le 8 octobre 1939, le Sturgeon quitte son port d'attache pour sa troisième patrouille, dans le détroit de Skagerrak. Le 14 octobre, il aperçoit le sous-marin allemand U-23 au nord-ouest de Skagen, au Danemark, à la position géographique de 57° 49′ N, 9° 59′ E. Les trois torpilles manquent leur cible. Deux jours plus tard, le 16 octobre, le Sturgeon  touche le fond à 18 m de profondeur, endommageant son dôme ASDIC. Le 21 octobre, il termine sa troisième patrouille à Rosyth.
Après les réparations, le Sturgeon part pour sa quatrième patrouille, au large de Heligoland puis à l'ouest du Danemark. Le 20 novembre, il coule le chalutier armé allemand V-209 (anciennement Gauleiter Telshow) avec des torpilles à environ 50 milles nautiques (93 km) au nord-ouest de Heligoland, à la position géographique de 54° 34′ N, 6° 28′ E. Le naufrage du V-209 a été la première attaque réussie d'un sous-marin britannique contre un navire ennemi pendant la Seconde Guerre mondiale. Le 29 novembre, le Sturgeon  met fin à sa quatrième patrouille de guerre à Blyth.
Le 13 décembre 1939, le Sturgeon quitte Blyth pour une patrouille au large de la côte est britannique. Cependant, il est rappelé deux jours plus tard. Le 17 décembre, il quitte à nouveau Blyth pour une autre patrouille de guerre, sa sixième. Il reçoit l'ordre de patrouiller dans la zone située à l'ouest du Danemark. Le 20 décembre, le Sturgeon reçoit l'ordre de patrouiller plutôt dans le détroit de Skagerrak, mais il est rappelé dans sa zone de patrouille initiale le lendemain. Le Sturgeon retourne à Blyth le 30 décembre.
Après une septième patrouille de guerre sans incident en mer du Nord, le Sturgeon subit une refonte à Wallsend jusqu'au 14 avril 1940. Après son retour à Blyth, il effectue une huitième patrouille sans incident au sud-ouest de Stavanger, en Norvège, du 30 avril au 11 mai 1940. Du 22 mai au 5 juin, le Sturgeon effectue une autre patrouille sans incident au nord-ouest de Terschelling, aux Pays-Bas. Le 9 juin, il reçoit l'ordre de patrouiller près de la côte est britannique, car on craint que les navires de guerre allemands n'y effectuent un raid. Il est rappelé le lendemain. À partir du 26 juin, le Sturgeon patrouille au large de Texel, aux Pays-Bas. Le 30 juin, il touche le fond à 15 mètres de profondeur, subissant des dégâts mineurs. Il termine sa patrouille le 11 juillet.
Le 27 juillet 1940, le Sturgeon quitte Blyth pour sa douzième patrouille de guerre, au large de Texel, aux Pays-Bas. Le 4 août, il aperçoit le patrouilleur allemand V-811, qui est remorqué par un remorqueur après avoir heurté une mine. Six torpilles ont été tirées, mais toutes ont manqué leur cible. Les escorteurs du V-811, les navires antiaériens auxiliaires allemands FL 21 et FL 24, ont attaqué le Sturgeon pendant 30 minutes, larguant six grenades sous-marines. Le Sturgeon revient à Blyth le 9 août.
Le Sturgeon est reparti de Blyth le 27 août, pour sa treizième patrouille, dans le détroit du Skagerrak. Le 2 septembre, il torpille et coule le transport de troupes allemand Pionier à 15 milles nautiques (28 km) au nord de Skagen, au Danemark, à la position géographique de 57° 56′ N, 10° 46′ E. Le 10 septembre, le Sturgeon aperçoit le sous-marin allemand U-43 en position géographique de 57° 14′ N, 6° 04′ E et tire six torpilles sur lui; les torpilles manquent leur cible bien que le Sturgeon ait signalé un impact. Il retourne à Blyth le 13 septembre à la fin de sa patrouille.
Après une patrouille sans incident à l'entrée ouest du détroit du Skagerrak du 29 septembre au 14 octobre, le Sturgeon a quitté Blyth pour sa quinzième patrouille, toujours près du détroit du Skagerrak, le 26 octobre. Le 3 novembre, il a coulé le marchand danois Sigrun à la position géographique de 58° 59′ N, 10° 22′ E avec des torpilles. Le lendemain, le Sturgeon tente d'attaquer le navire norvégien Ulv à la position géographique de 58° 41′ N, 9° 21′ E, mais les deux torpilles manquent leur cible. Le 6 novembre, le Sturgeon tire deux torpilles sur le navire marchand norvégien Delfinus. Une torpille touche le navire, et le Delfinus coule à la position géographique de 58° 34′ N, 5° 37′ E. Le Sturgeon rentre au port le 9 novembre.
Du 28 novembre 1940 au 23 février 1941, le Sturgeon effectue trois patrouilles sans incident au large de Bergen, Stadlandet et Lista, en Norvège. Le 11 mars, il quitte Blyth pour sa dix-neuvième patrouille de guerre, affecté à diverses zones au large de la Norvège. Le 20 mars, il manque un navire marchand avec deux torpilles et rentre au port le 27 mars. Le Sturgeon effectue une autre patrouille sans incident du 12 au 30 avril.

### Patrouilles dans le Golfe de Gascogne et dans l'Arctique
Après avoir effectué des exercices au large de Dartmouth, le Sturgeon quitte Portsmouth le 22 mai pour une patrouille dans le golfe de Gascogne. La patrouille s'est déroulée sans incident et il est revenu à Portsmouth le 10 juin. Sa patrouille suivante, qui a débuté le 24 juin, a été interrompue lorsque le Sturgeon a développé une fissure dans sa coque pressurisée, l'obligeant à rentrer au port le 25 juin.
Après réparation, le Sturgeon quitte Portsmouth le 26 juillet 1941 pour une autre patrouille dans le golfe de Gascogne, sa vingt-troisième depuis le début de la guerre. Le 11 août, il termine sa patrouille à Holy Loch, et le 15, il arrive à Troon pour un carénage. Le 11 décembre 1941, il retourne à Holy Loch, puis à Scapa Flow du 27 au 29 décembre après des exercices d'entraînement.
Le 1er janvier 1942, le Sturgeon appareille pour Poliarny, dans le nord de la Russie, où il arrive dix jours plus tard. Le 17 janvier, il quitte Poliarny pour une patrouille au large de la Norvège, et revient à Lerwick le 13 février. De là, le Sturgeon part pour Holy Loch, puis pour Portsmouth, où il arrive le 19 mars. Le 23 mars, il quitte Portsmouth pour sa vingt-cinquième patrouille. Il devait servir de balise lumineuse pour le raid de Saint-Nazaire, connu sous le nom d'opération Chariot. Ayant accompli sa mission avec succès, le Sturgeon termine sa patrouille à Holy Loch le 3 avril.
Le 24 avril 1942, le Sturgeon quitte Holy Loch pour une autre mission de patrouille, dans la mer de Norvège, en tant qu'escorte du convoi PQ 15. Il est endommage par des avions amis le 28 avril et revient à Lerwick le 6 mai. Le 11 mai, il se rend à Elderslie pour réparer sa batterie principale. Après être passé par divers ports britanniques, Sturgeon arrive à Lerwick le 14 juin. Il quitte le port le 25 juin pour assurer la protection du convoi PQ 17, qui revient le 12 juillet. Le 4 août, le Sturgeon reçoit l'ordre de patrouiller au large de Lister, en Norvège. Il aperçoit le navire marchand allemand Boltenhagen au large du sud de la Norvège à la position géographique de 58° 07′ N, 6° 21′ E et le coulée avec des torpilles. Sturgeon a terminé sa patrouille à Lerwick le 16 août. Le 2 septembre, il entame sa vingt-neuvième patrouille de combat, en mer de Norvège. Le lendemain, le Sturgeon aperçoit un sous-marin allemand à la position géographique de 62° 15′ N, 1° 05′ E et tente de l'attaquer, mais la portée entre les deux sous-marins n'a pu être verrouillée. Le sous-marin est probablement le U-216 allemand, qui naviguait vers l'Atlantique lors de sa première patrouille de guerre. Le 6 septembre, les barres de plongée arrière du Sturgeon se sont bloqués, rendant la plongée très dangereuse. Il met le cap sur Lerwick, où il arrive quatre jours plus tard.

### Patrouilles en Méditerranée
Après des réparations à l'arsenal de Chatham et à Scapa Flow, le Sturgeon s'embarque pour Gibraltar le 27 octobre 1942, temporairement affecté à la 8e flottille de sous-marins qui opérait en Méditerranée. Le 6 novembre, le Sturgeon est attaqué par erreur par un avion Lockheed Hudson, qui a largué trois grenades sous-marines en position géographique de 36° 02′ N, 6° 33′ O, ne causant aucun dommage. Le Sturgeon arrive plus tard dans la journée.
Le 10 novembre 1942, le Sturgeon quitte Gibraltar pour sa trentième patrouille (d'abord en Méditerranée), au large de Toulon, en France, puis de Naples, en Italie. Le Sturgeon termine sa patrouille à Gibraltar le 2 décembre. Entre le 20 et le 24 décembre, il se rend à Alger, puis entre le 12 et le 14 janvier, il se rend à Mers el-Kébir. Du 16 janvier 1943 au 15 février, il effectue des exercices de lutte anti-sous-marine au large de Mers El Kébir avec différents navires de la Royal Navy, puis revient à Alger le 16 février. Le Sturgeon effectue ensuite d'autres exercices au large de Gibraltar jusqu'au 23 avril 1943, date à laquelle il met les voiles pour Portsmouth, en Grande-Bretagne. Le 13 mai, il se rend à Plymouth pour un carénage, mais avant qu'il ne puisse être achevé, il est prêté à la Marine royale néerlandaise, qui le rebaptise RnMs Zeehond,.

### Service en tant que RnMs Zeehond
Sous le commandement de Donald Theodoor Mackay, le Zeehond se rend à Portsmouth, puis part pour la Clyde le 11 novembre 1943. Entre le 14 novembre et le 10 décembre, il s'entraîne au large de Rothesay, puis dans la région de la Clyde. Le 11 décembre, le Zeehond quitte Rothesay pour Saint-Jean de Terre-Neuve (Dominion de Terre-Neuve). Cependant, il rencontre une mer agitée et consomme trop de carburant pour le voyage, ce qui l'oblige à retourner à Londonderry (Irlande du Nord). Il effectue ensuite des exercices au large du fleuve Clyde avec le HMS Proteus du 1er au 8 février.
Après avoir navigué jusqu'à Lerwick, il quitte le port pour la première patrouille de guerre sous les drapeaux néerlandais. Il reçoit l'ordre de mener une patrouille anti-sous-marine dans la mer de Norvège. La patrouille s'est déroulée sans incident et le Zeehond rentre à Lerwick le 26 février. Après avoir traversé plusieurs villes portuaires britanniques, le Zeehond quitte Lerwick le 18 mars pour sa deuxième patrouille de guerre, au large des côtes norvégiennes. Il est rappelé le 21 mars et arrive deux jours plus tard à Lerwick.
Du 24 mars 1944 à la fin de la Seconde Guerre mondiale, le Zeehond mène des exercices d'entraînement avec plusieurs sous-marins et navires britanniques dans diverses villes portuaires britanniques et néerlandaises. Il arrive à Dundee le 8 septembre, où il est rendu à la Royal Navy.
Le HMS Sturgeon a été démantelé à Granton en janvier 1946. Il était l'un des quatre sous-marins du premier groupe de classe S, et le seul à avoir survécu à la guerre.

## Commandants
Royal Navy
- Lieutenant (Lt.) George David Archibald Gregory (RN) du 16 décembre 1938 à novembre 1940
- Lieutenant Commander (Lt.Cdr.) Drummond St. Clair-Ford (RN) de novembre 1940 au 12 septembre 1941
- Lieutenant (Lt.) Clifford Raymond Pelly (RN) du 12 septembre 1941 au 31 octobre 1941
- Lieutenant (Lt.) Mervyn Robert George Wingfield (RN) du 31 octobre 1941 au 25 septembre 1942
- Lieutenant (Lt.) Robert Henry Hugh Brunner (RN) du 25 septembre  1942 au 5 octobre 1942
- Lieutenant (Lt.)  John Beckley (RN) du 5 octobre 1942 au 19 décembre 1942
- Lieutenant (Lt.) Anthony Walter Langridge (RN) du 19 décembre 1942 à mi-1943

Koninklijke Marine
- Luitenant ter zee 1e klasse (Lt.Cdr.) Baron Donald Theodoor Mackay (KM) du 18 octobre 1943 au 10 mai 1944
- Luitenant ter zee 2e klasse (Lt.) Simon Hendrik de Boer (KM) du 10 mai 1944 au 25 mai 1944
- Luitenant ter zee 1e klasse (Lt.Cdr.) Baron Donald Theodoor Mackay (KM) du 25 mai 1944 au 18 janvier 1945
- Luitenant ter zee 2e klasse (Lt.) Simon Hendrik de Boer (KM) du 18 janvier 1945 au 14 septembre 1945

Notes: RN: Royal Navy - KM: Koninklijke Marine